# Eliminatórias da Copa do Mundo FIFA de 2018 - América do Norte, Central e Caribe (quarta fase)
Esta página apresenta os resultados das partidas da quarta fase das eliminatórias norte, centro-americana e caribenha para a Copa do Mundo FIFA de 2018.

## Formato
Um total de 12 equipes foram divididas em três grupos contendo quatro equipes cada. Em cada grupo, as equipes jogam uma contra a outra em partidas de turno e returno no sistema de competições de todos contra todos. As duas melhores equipes de cada grupo avançam a quinta fase.

## Sorteio
O sorteio para esta fase ocorreu em 25 de julho de 2015 em São Petesburgo na Rússia.
A divisão dos potes foi baseada no Ranking da FIFA de agosto de 2014 (mostrado entre parênteses). As 12 equipes foram divididas em dois potes:
- O pote 1 contém equipes ranqueadas entre 1–3
- O pote 2 contém equipes ranqueadas entre 4–6

| Pote 1                                                   | Pote 2                                                    | vencedores da terceira fase                    | vencedores da terceira fase                                               |
| -------------------------------------------------------- | --------------------------------------------------------- | ---------------------------------------------- | ------------------------------------------------------------------------- |
| 1. Costa Rica (15) 2. México (17) 3. Estados Unidos (18) | 1. Honduras (43) 2. Panamá (63) 3. Trinidad e Tobago (80) | 1. Jamaica (85) 2. Haiti (117) 3. Canadá (122) | 1. El Salvador (127) 2. Guatemala (134) 3. São Vicente e Granadinas (134) |

Nota: Os vencedores de terceira fase não eram conhecidos na época que o sorteio foi realizado.

## Grupos

### Grupo A
| Pos | Equipe      | Pts | J | V | E | D | GP | GC | SG  | Classificado                |     | MEX | HON | CAN | SLV |
| --- | ----------- | --- | - | - | - | - | -- | -- | --- | --------------------------- | --- | --- | --- | --- | --- |
| 1   | México      | 16  | 6 | 5 | 1 | 0 | 13 | 1  | +12 | Avança para a quinta rodada |     | —   | 0–0 | 2–0 | 3–0 |
| 2   | Honduras    | 8   | 6 | 2 | 2 | 2 | 6  | 6  | 0   | Avança para a quinta rodada |     | 0–2 | —   | 2–1 | 2–0 |
| 3   | Canadá      | 7   | 6 | 2 | 1 | 3 | 5  | 8  | −3  |                             |     | 0–3 | 1–0 | —   | 3–1 |
| 4   | El Salvador | 2   | 6 | 0 | 2 | 4 | 4  | 13 | −9  |                             | 1–3 | 2–2 | 0–0 | —   |     |

| 13 de novembro de 2015 | México                               | 3 – 0     | El Salvador | Estádio Azteca, Cidade do México          |
| 20:00 (UTC−6)          | Guardado 7' · Herrera 42' · Vela 64' | Relatório |             | Público: 57 623 Árbitro: GUA Walter López |

| 13 de novembro de 2015 | Canadá    | 1 – 0     | Honduras | BC Place, Vancouver                        |
| 19:08 (UTC−8)          | Larin 38' | Relatório |          | Público: 2 108 Árbitro: JAM Kevin Morrison |

| 17 de novembro de 2015 | Honduras | 0 – 2     | México                | Estádio Olímpico Metropolitano, San Pedro Sula |
| 15:00 (UTC−6)          |          | Relatório | Corona 67' · Damm 73' | Público: 35 209 Árbitro: PAN John Pitti        |

| 17 de novembro de 2015 | El Salvador | 0 – 0     | Canadá | Estádio Cuscatlán, San Salvador         |
| 19:30 (UTC−6)          |             | Relatório |        | Público: 6 816 Árbitro: USA Mark Geiger |

| 25 de março de 2016 | El Salvador                | 2 – 2     | Honduras                 | Estádio Cuscatlán, San Salvador           |
| 19:06 (UTC−6)       | Punyed 45+2' · Bonilla 89' | Relatório | Elis 19' · A. Lozano 59' | Público: 9 915 Árbitro: PUR Javier Santos |

| 25 de março de 2016 | Canadá | 0 – 3     | México                                     | BC Place, Vancouver                       |
| 19:08 (UTC−7)       |        | Relatório | Hernández 31' · H. Lozano 40' · Corona 72' | Público: 54 798 Árbitro: SKN Kimbell Ward |

| 29 de março de 2016 | Honduras                  | 2 – 0     | El Salvador | Estádio Olímpico Metropolitano, San Pedro Sula |
| 19:06 (UTC−6)       | García 53' · Quioto 90+4' | Relatório |             | Público: 38 000 Árbitro: CRC Ricardo Montero   |

| 29 de março de 2016 | México                            | 2 – 0     | Canadá | Estádio Azteca, Cidade do México            |
| 20:30 (UTC−6)       | Guardado 17' (pen) · Corona 45+3' | Relatório |        | Público: 64 430 Árbitro: CUB Yadel Martínez |

| 2 de setembro de 2016 | Honduras                    | 2 – 1     | Canadá    | Estádio Olímpico Metropolitano, San Pedro Sula |
| 15:06 (UTC−6)         | Martínez 45+1' · Quioto 51' | Relatório | James 34' | Público: 39 000 Árbitro: CUB Yadel Martínez    |

| 2 de setembro de 2016 | El Salvador     | 1 – 3     | México                                         | Estádio Cuscatlán, San Salvador                 |
| 20:06 (UTC−6)         | Larín 24' (pen) | Relatório | Moreno 52' · Sepúlveda 58' · Jiménez 73' (pen) | Público: 24 500 Árbitro: USA Armando Villarreal |

| 6 de setembro de 2016 | México | 0 – 0     | Honduras | Estádio Azteca, Cidade do México         |
| 21:00 (UTC−5)         |        | Relatório |          | Público: 41 008 Árbitro: USA Mark Geiger |

| 6 de setembro de 2016 | Canadá                                   | 3 – 1     | El Salvador | BC Place, Vancouver                          |
| 19:00 (UTC−7)         | Larin 11' · Ledgerwood 53' · Edgar 90+2' | Relatório | Bonilla 78' | Público: 20 726 Árbitro: JAM Valdin Legister |

### Grupo B
| Pos | Equipe     | Pts | J | V | E | D | GP | GC | SG | Classificado                |     | CRC | PAN | HAI | JAM |
| --- | ---------- | --- | - | - | - | - | -- | -- | -- | --------------------------- | --- | --- | --- | --- | --- |
| 1   | Costa Rica | 16  | 6 | 5 | 1 | 0 | 11 | 3  | +8 | Avança para a quinta rodada |     | —   | 3–1 | 1–0 | 3–0 |
| 2   | Panamá     | 10  | 6 | 3 | 1 | 2 | 7  | 5  | +2 | Avança para a quinta rodada |     | 1–2 | —   | 1–0 | 2–0 |
| 3   | Haiti      | 4   | 6 | 1 | 1 | 4 | 2  | 4  | −2 |                             |     | 0–1 | 0–0 | —   | 0–1 |
| 4   | Jamaica    | 4   | 6 | 1 | 1 | 4 | 2  | 10 | −8 |                             | 1–1 | 0–2 | 0–2 | —   |     |

| 13 de novembro de 2015 | Costa Rica | 1 – 0     | Haiti | Estádio Nacional da Costa Rica, San José    |
| 20:00 (UTC−6)          | Gamboa 28' | Relatório |       | Público: 35 000 Árbitro: CUB Yadel Martínez |

| 13 de novembro de 2015 | Jamaica | 0 – 2     | Panamá                  | Independence Park, Kingston                 |
| 21:00 (UTC−5)          |         | Relatório | Cooper 42' · Morgan 52' | Público: 18 000 Árbitro: MEX Roberto García |

| 17 de novembro de 2015 | Haiti | 0 – 1     | Jamaica       | Stade Sylvio Cator, Porto Príncipe         |
| 19:00 (UTC−4)          |       | Relatório | Donaldson 63' | Público: 12 000 Árbitro: PUR Javier Santos |

| 17 de novembro de 2015 | Panamá     | 1 – 2     | Costa Rica           | Estádio Rommel Fernández, Cidade do Panamá |
| 20:30 (UTC−5)          | Tejada 71' | Relatório | Ruiz 65' · Ureña 69' | Público: 26 607 Árbitro: SLV Joel Aguilar  |

| 25 de março de 2016 | Jamaica    | 1 – 1     | Costa Rica | Independence Park, Kingston               |
| 19:00 (UTC−5)       | Watson 16' | Relatório | Acosta 67' | Público: 21 500 Árbitro: USA Jair Marrufo |

| 25 de março de 2016 | Haiti | 0 – 0     | Panamá | Stade Sylvio Cator, Porto Príncipe       |
| 19:00 (UTC−5)       |       | Relatório |        | Público: 12 000 Árbitro: GUA Óscar Reyna |

| 29 de março de 2016 | Panamá    | 1 – 0     | Haiti | Estádio Rommel Fernández, Cidade do Panamá |
| 20:30 (UTC−5)       | Baloy 81' | Relatório |       | Público: 13 082 Árbitro: HON Óscar Moncada |

| 29 de março de 2016 | Costa Rica                         | 3 – 0     | Jamaica | Estádio Nacional da Costa Rica, San José  |
| 20:00 (UTC−6)       | Borges 6' · Ruiz 37' · Venegas 77' | Relatório |         | Público: 35 062 Árbitro: CAN Drew Fischer |

| 2 de setembro de 2016 | Haiti | 0 – 1     | Costa Rica   | Stade Sylvio Cator, Porto Príncipe       |
| 19:00 (UTC−4)         |       | Relatório | Azofeifa 72' | Público: 3 200 Árbitro: SLV Marlon Mejía |

| 2 de setembro de 2016 | Panamá                    | 2 – 0     | Jamaica | Estádio Rommel Fernández, Cidade do Panamá |
| 20:30 (UTC−5)         | Torres 28' · Arroyo 90+2' | Relatório |         | Público: 19 717 Árbitro: SLV Joel Aguilar  |

| 6 de setembro de 2016 | Jamaica | 0 – 2     | Haiti                    | Independence Park, Kingston               |
| 20:30 (UTC−5)         |         | Relatório | Lafrance 68' · Nazon 88' | Público: 3 500 Árbitro: BRB Adrian Skeete |

| 6 de setembro de 2016 | Costa Rica                       | 3 – 1     | Panamá             | Estádio Nacional da Costa Rica, San José    |
| 19:30 (UTC−6)         | Bolaños 18', 79' · Matarrita 84' | Relatório | Tejada 90+2' (pen) | Público: 34 219 Árbitro: MEX Roberto García |

### Grupo C
| Pos | Equipe                   | Pts | J | V | E | D | GP | GC | SG  | Classificado                |     | USA | TRI | GUA | VIN |
| --- | ------------------------ | --- | - | - | - | - | -- | -- | --- | --------------------------- | --- | --- | --- | --- | --- |
| 1   | Estados Unidos           | 13  | 6 | 4 | 1 | 1 | 20 | 3  | +17 | Avança para a quinta rodada |     | —   | 4–0 | 4–0 | 6–1 |
| 2   | Trinidad e Tobago        | 11  | 6 | 3 | 2 | 1 | 13 | 9  | +4  | Avança para a quinta rodada |     | 0–0 | —   | 2–2 | 6–0 |
| 3   | Guatemala                | 10  | 6 | 3 | 1 | 2 | 18 | 11 | +7  |                             |     | 2–0 | 1–2 | —   | 9–3 |
| 4   | São Vicente e Granadinas | 0   | 6 | 0 | 0 | 6 | 6  | 34 | −28 |                             | 0–6 | 2–3 | 0–4 | —   |     |

| 13 de novembro de 2015 | Estados Unidos                                                        | 6 – 1     | São Vicente e Granadinas | Busch Stadium, St. Louis                   |
| 18:10 (UTC−6)          | Wood 11' · Johnson 29' · Altidore 32', 74' · Cameron 51' · Zardes 58' | Relatório | Anderson 5'              | Público: 43 433 Árbitro: CRC Jeffrey Solis |

| 13 de novembro de 2015 | Guatemala   | 1 – 2     | Trinidad e Tobago         | Estádio Mateo Flores, Cidade da Guatemala     |
| 19:06 (UTC−6)          | Mejía 90+1' | Relatório | Hyland 67' · K. Jones 81' | Público: 18 313 Árbitro: CAN Mathieu Bourdeau |

| 17 de novembro de 2015 | São Vicente e Granadinas | 0 – 4     | Guatemala                                               | Estádio Arnos Vale, Kingstown            |
| 15:30 (UTC−4)          |                          | Relatório | Cincotta 24' · M. López 32' · D. López 48' · Tinoco 81' | Público: 3 500 Árbitro: CAN Drew Fischer |

| 17 de novembro de 2015 | Trinidad e Tobago | 0 – 0     | Estados Unidos | Estádio Hasely Crawford, Port of Spain          |
| 19:36 (UTC−4)          |                   | Relatório |                | Público: 18 500 Árbitro: MEX César Arturo Ramos |

| 25 de março de 2016 | São Vicente e Granadinas            | 2 – 3     | Trinidad e Tobago              | Estádio Arnos Vale, Kingstown           |
| 15:30 (UTC−4)       | M. Samuel 45' (pen) · S. Samuel 77' | Relatório | J. Jones 57' · Garcia 71', 82' | Público: 3 000 Árbitro: PAN José Kellys |

| 25 de março de 2016 | Guatemala             | 2 – 0     | Estados Unidos | Estádio Mateo Flores, Cidade da Guatemala |
| 20:06 (UTC−6)       | Morales 7' · Ruiz 16' | Relatório |                | Público: 18 313 Árbitro: PAN Jafeth Perea |

| 29 de março de 2016 | Trinidad e Tobago                                                       | 6 – 0     | São Vicente e Granadinas | Estádio Hasely Crawford, Port of Spain              |
| 19:00 (UTC−4)       | Bateau 36' · J. Jones 49' · K. Jones 60' · Molino 67' · Caesar 86', 89' | Relatório |                          | Público: 13 193 Árbitro: DOM Arenoso Vasquez Vargas |

| 29 de março de 2016 | Estados Unidos                                      | 4 – 0     | Guatemala | Mapfre Stadium, Columbus                     |
| 19:25 (UTC−4)       | Dempsey 12' · Cameron 35' · Zusi 46' · Altidore 89' | Relatório |           | Público: 20 654 Árbitro: JAM Valdin Legister |

| 2 de setembro de 2016 | São Vicente e Granadinas | 0 – 6     | Estados Unidos                                                                 | Estádio Arnos Vale, Kingstown                |
| 15:30 (UTC−4)         |                          | Relatório | Wood 28' · Besler 32' · Altidore 43' (pen) · Pulisic 70', 90+2' · Kljestan 78' | Público: 6 200 Árbitro: CAN Mathieu Bourdeau |

| 2 de setembro de 2016 | Trinidad e Tobago   | 2 – 2     | Guatemala     | Estádio Hasely Crawford, Port of Spain  |
| 19:00 (UTC−4)         | J. Jones 45+1', 63' | Relatório | Ruiz 37', 86' | Público: 16 653 Árbitro: PAN John Pitti |

| 6 de setembro de 2016 | Estados Unidos                                 | 4 – 0     | Trinidad e Tobago | EverBank Field, Jacksonville                 |
| 20:15 (UTC−4)         | Kljestan 43' · Altidore 59', 62' · Arriola 71' | Relatório |                   | Público: 19 410 Árbitro: CRC Ricardo Montero |

| 6 de setembro de 2016 | Guatemala                                                                           | 9 – 3     | São Vicente e Granadinas           | Estádio Mateo Flores, Cidade da Guatemala |
| 18:15 (UTC−6)         | Tinoco 13' · Ruiz 20', 27', 37', 58', 60' · Arreola 56' · Morales 79' · Márquez 83' | Relatório | Anderson 10', 30' · McBurnette 89' | Público: 5 000 Árbitro: SKN Kimbell Ward  |